# Geisterschicht
Das Wort Geisterschicht bezeichnet ein standardisiertes Arbeits-Zeitintervall, in dem in einem Betrieb oder einer Organisationseinheit ausschließlich oder nahezu ausschließlich Maschinen arbeiten. Dies kann sogar ohne menschliche Aufsicht geschehen. Die Arbeitsergebnisse entstehen also wie von Geisterhand, weswegen für diesen Vorgang der Begriff der Geisterschicht benutzt wird.
Geisterschichten werden oft nachts eingesetzt, damit menschliche Arbeiter nicht nachts arbeiten müssen. Die nächtliche Schicht wird dann tagsüber von menschlichen Arbeitern vor- beziehungsweise nachbearbeitet. Diese „mannlose“ Fertigung wird insbesondere auch bei eintönigen, wiederkehrenden Arbeitsvorgängen wie Holzschleifen eingesetzt. Dabei liegt die Produktivität der Roboter deutlich höher als die von menschlichen Arbeitskräften.